# Битка за Ростов (1941)
Битка за Ростов (1941) је била битка на Источном фронту у Другом светском рату. Одиграна је у околини Ростова на Дону између немачке Групе армија Југ, којом је командовао генерал Герд фон Рундштет и совјетског Јужног фронта, којим је командовао генерал Јаков Тимофејевич Черевиченко.
Након победе у бици за Кијев, септембра 1941, немачка Група армија Југ је продирала од Дњепра према обали Азовског мора. Немачка 6. армија Валтера фон Рајхенауа је освојила Харков. Немачка 17. армија Карл-Хајнриха фон Штилпнагела је марширала кроз Полтаву према Ворошиловграду. Немачка 11. армија Ериха фон Манштајна је прешла у Крим, и преузела контролу над целим полуострвом до јесени (осим Севастопоља, који се држао све до 3. јула 1942).
1. оклопна армија Евалда фон Клајста је кренула од Кијев, и окружила совјетске трупе код Мелитопоља у октобру, а затим се кретала источно дуж обале Азовског мора према Ростову код ушћа реке Дон, капије ка Кавказу.
Дана 21. новембра, Немци су заузели Ростов. Међутим, немачке линије су биле превише растегнуте, и Клајстова упозорења да је његово лево крило рањиво, и да су његови тенкови неефикасни у леденим условима нису била уважена. 27. новембра, Совјетска 37. армија, под командом генерала Антона Ивановича Лопатина, је извршила против-напад на 1. оклопну армију са севера, приморавши је да се повуче из града. Хитлер је забранио повлачење. Када је фон Рундштет одбио да се повинује овом наређењу, Хитлер га је сменио. Међутим, повлачење је било неизбежно, и 1. оклопна армија је била одбачена до реке Миус код Таганрога. Ово је било прво немачко значајно повлачење у рату.
Битка је Црвену армију стајала 140.000 жртава, док су Немци имали око 14.000 мртвих.